# جوسلين صعب
جوسلين صعب (ولدت 30 أبريل 1948 في بيروت وتوفيت في 7 كانون الثاني 2019 في باريس) هي صحفية ومخرجة سينمائية لبنانية.

## أفلامها
- 1975: بورتريه لمرتزق فرنسي
- 1975: بيروت لم تعد كما كانت
- 1976: أطفال الحرب
- 1976: Sud-Liban - Histoire d'un village
- 1976: Pour quelques vies
- 1976: Beyrouth, jamais plus
- 1978: القاهرة :مدينة الموتى
- 1979: رسالة من بيروت
- 1982: بيروت مدينتي
- 1982: سفينة المنفى
- 1985: غزل البنات أو حياة معلقة
- 1987: اللبنانيون رهائن مدينتهم
- 1989: الراقصات الشرقيات
- 1991: تلقيح بالفيديو فاز بجائزة إخراج بمهرجاني أنجير، وأحسن إخراج لفيلم طبي في مهرجان مونبلييه، وجائزة مدينة بياريتز.
- 1995: كان يا ما كان، بيروت
- 1997: سيدة سايجون
- 2005: دنيا

## الحفاظ على تراث جوسلين صعب
وبهدف الحفاظ على إرث المحرجة جوسلين صعب قامت جمعية جوسلين صعب بترميم عدد من الأفلام التسجيلية للمخرجة اللبنانية جوسلين صعب، صورّتها بين منتصف سبعينات القرن العشرين ومطلع الثمانينات، توثّق مراحل من تاريخ لبنان والشرق الأوسط، كما قامت جمعية جوسلين صعب بالتعاون مع "نادي لكل الناس" في المعهد الفرنسي في لبنان بإصدار كتاباً بالفرنسية عن الراحلة عنوانه Le livre pour sortir au jour de Jocelyne Saab، أشرفت على إعداده الباحثة المتخصصة بالسينما العربية ماتيلد روكسيل.

## وصلات خارجية
- جوسلين صعب على موقع IMDb (الإنجليزية)
- جوسلين صعب على موقع قاعدة بيانات الأفلام العربية
- جوسلين صعب على موقع ألو سيني (الفرنسية)
- جوسلين صعب على موقع أول موفي (الإنجليزية)
- جوسلين صعب على موقع ديسكوغز (الإنجليزية)
- جوسلين صعب على موقع قاعدة بيانات الفيلم (الإنجليزية)
- جوسلين صعب على موقع كينوبويسك (الروسية)
- صفحتها الخاصة في موقع السينما
- صفحتها الخاصة في IMDB